# Daghemmet Lyckan
Daghemmet Lyckan är en miniserie för TV. Det första avsnittet visades i Sveriges Television 5 mars 1987. Regi Humberto López y Guerra Skådespelare är bland andra Maria Johansson, Gunnel Fred och Tintin Anderzon.